# Leopold Zunz

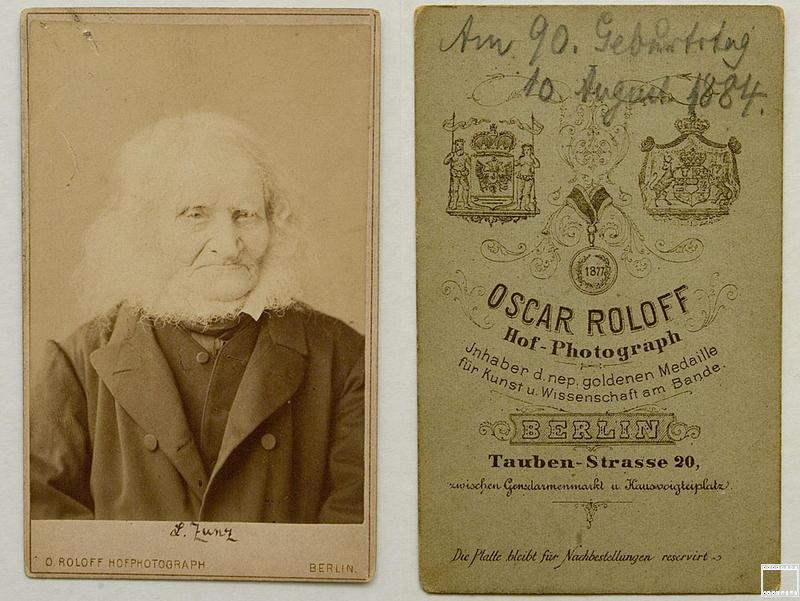
Leopold Zunz al cumplir 90 años, 10 de agosto de 1884

Leopold Zunz (Detmold, 10 de agosto de 1794-Berlín, 17 de marzo de 1886; en hebreo: יום טוב ליפמן צונץ, Yom Tov Lipmann Tzuntz) fue el fundador de lo que se ha denominado la "Ciencia del Judaísmo" (Wissenschaft des Judentums), la investigación crítica de la literatura judía, himnología y sus rituales.

## Biografía
Leopold Zunz nació en Detmold en 1794, y se asentó en Berlín en 1815, estudiando en la Universidad de Berlín y obteniendo un doctorado en la Universidad de Halle. Fue ordenado por el Reformista, Áron Chorin, y sirvió durante dos años como predicador en la Reformada Nueva Sinagoga de Berlín. Encontró la carrera desagradable, y en 1840 fue nombrado director de un Lehrerseminar, un puesto que lo alivió de sus problemas económicos. Zunz siempre se interesó por la política, y en 1848 dirigió varios mítines públicos. En 1850 renunció a su dirección del Seminario de Profesores, y le fue concedida una pensión. Durante todo su temprano matrimonio fue un abanderado de los derechos Judíos, y no se retiró de los asuntos públicos hasta 1874, el año de la muerte de su esposa Adelheid Beermann, con la que se había casado en 1822.
Con la ayuda de otros hombres jóvenes, entre ellos el poeta Heinrich Heine, Zunz fundó la Verein fur Kultur und Wissenschaft der Juden (La Sociedad para la Cultura y Ciencia de los Judíos) en Berlín en 1819. En 1823, Zunz se convirtió en el editor del Zeitschrift fur die Wissenschaft des Judenthums (Diario para la Ciencia del Judaísmo). Los ideales de esta Sociedad no estaban destinados a mostrar frutos religiosos, pero a pesar de ello la "Ciencia del Judaísmo" sobrevivió. Zunz "no tuvo gran parte en la Reforma Judía", pero nunca perdió la fe en el poder regenerativo de la "ciencia" aplicada a las tradiciones y legado literario de los tiempos. Influenció el Judaísmo desde el estudio más que desde el púlpito.
Zunz murió en Berlín en 1886.

## Trabajos
- En 1832 apareció "el libro Judío más importante publicado en el siglo XIX". Éste fue el libro de Zunz  Gottesdienstliche Vorträge der Juden, una historia del Sermón. El estableció los principios para la investigación de los exegesis Rabínicos (Midrásh) y del siddur (libro de oración de la sinagoga). Este libro llevó a Zunz a la primera posición de los estudiosos Judíos.

- En 1845 apareció su Zur Geschichte und Literatur, en el que vertía luz sobre la literatura e historia social de los Judíos.

- Había visitado el Museo Británico en 1846, lo que le confirmó en su idea para su tercer libro, Synagogale Poesie des Mittelalters de 1855. Fue de este libro de donde George Eliot tradujo el siguiente comienzo de un capítulo de Daniel Deronda: "Si hay rangos en el sufrimiento, Israel tiene ventaja sobre todas las naciones"...

- Después de su publicación Zunz visitó de nuevo Inglaterra, y en 1859 publicó su Ritus. En este libro muestra un magistral estudio de los ritos de la sinagoga.

- Su último gran libro fue su Literaturgeschichte der synagogalen Poesie de 1865. Un suplemento apareció en 1867.

Además de estos trabajos, Zunz publicó una nueva traducción de la Biblia, y escribió varios ensayos que posteriormente fueron compilados como Gesammelte Schriften.
S. Maybaum publicó su biografía, Aus dem Leben von Leopold Zunz (Berlín, 1894).